# دوري كرة القدم السلوفيني الدرجة الثانية 1992–93
دوري كرة القدم السلوفيني الدرجة الثانية 1992–93 (بالإيطالية: Druga slovenska nogometna liga 1992-1993)‏ هو الموسم 2 من دوري كرة القدم السلوفيني الدرجة الثانية ‏. أشرف على تنظيمه اتحاد سلوفينيا لكرة القدم، وكان عدد الأندية المشاركة فيه 16، وفاز فيه NK Dekani ‏.